# Oberbehörde
Eine Oberbehörde ist im deutschen mehrstufigen Behördenaufbau von oberster, oberer, mittlerer und unterer Behörde die direkt unterhalb der Ministerialebene liegende Bundes- oder Landesbehörde.
Ihre Zuständigkeit erstreckt sich auf das gesamte Bundes- oder Landesgebiet, und sie untersteht unmittelbar einer obersten Behörde. Die Oberbehörde ist oft eine aus dem vorgeordneten Ministerium ausgegliederte Fachbehörde.
Oberbehörden haben im Allgemeinen keine nachgeordneten Behörden, aber nicht selten eine oder mehrere Außenstellen.
Im Bereich des Bundes heißen die Oberbehörden oft Bundesamt oder Bundesanstalt. 
Bundesoberbehörden sind beispielsweise:
- Bundeskriminalamt (BKA), Wiesbaden mit Außenstellen
- Bundespolizeipräsidium, Potsdam mit elf nachgeordneten Bundespolizeidirektionen
- Kraftfahrt-Bundesamt (KBA), Flensburg
- Luftfahrt-Bundesamt (LBA), Braunschweig
- Bundesamt für Logistik und Mobilität (BALM), Köln
- Bundesamt für Migration und Flüchtlinge (BAMF), Nürnberg mit zahlreichen Außenstellen
- Bundesamt für Verfassungsschutz (BfV), Köln
- Bundesnachrichtendienst (BND), Berlin und Außenstellen
- Bundesamt für Wirtschaft und Ausfuhrkontrolle (BAFA), Eschborn
- Bundesverwaltungsamt (BVerwA), Köln
- Bundessprachenamt (BSprA), Hürth
- Bundesnetzagentur für Elektrizität, Gas, Telekommunikation, Post und Eisenbahnen, Bonn
- Bundeskartellamt, Bonn
- Bundesamt für Justiz, Bonn
- Bundeszentralamt für Steuern, Bonn mit drei Außenstellen
- Informationstechnikzentrum Bund, Bonn mit elf Außenstellen
- Generalzolldirektion, Bonn

Einige Behörden mit dem Rang einer Bundesoberbehörde werden als zentrale Bundesbehörden bezeichnet. 
Landesoberbehörden in Hessen sind beispielsweise:
- Landesamt für Verfassungsschutz Hessen (LAV), Wiesbaden
- Hessisches Landesamt für Naturschutz, Umwelt und Geologie (HLNUG), Wiesbaden
- Hessische Eichdirektion, Darmstadt
- Hessen Mobil – Straßen- und Verkehrsmanagement, Wiesbaden (seit 1. Januar 2012, als Nachfolger des Hessischen Landesamtes für Straßen- und Verkehrswesen [LASV], Wiesbaden, und der Ämter für Straßen- und Verkehrswesen und der ihnen zugeordneten Straßen- und Autobahnmeistereien)
- Hessisches Landesprüfungs- und Untersuchungsamt im Gesundheitswesen, Frankfurt am Main und Dillenburg
- Informationstechnik-Stelle des hessischen Justiz, Bad Vilbel

Im hessischen Landesbereich gibt es neben den Landesoberbehörden (Landesamt, Landesanstalt) die Landeseinrichtungen. Beiden fehlt wegen ihrer z. T. auf den Wissenschafts- und Informationsbereich liegenden Ausrichtung oft ein bestimmter Territorialbezug; sie sind ebenfalls für das gesamte Land zuständig.